# Erikusa
Erikusa o Ereikousa (en griego: Ερεικούσα) es una pequeña isla jónica del archipiélago de Diapontia, situada a unos 13 km al norte de Corfú, prácticamente equidistante de Othonoí y Mathraki. Administrativamente pertenece a la periferia de Islas Jónicas y la unidad periférica de Corfú. La única población de la isla se denomina también Erikusa.

## Geografía física
Hay una frondosa vegetación, principalmente olivos y cipreses. El punto más elevado de la isla es el Santadro, con 134 m s. n. m. Al pie de la colina existe una cantera de la que se extraía la piedra para la construcción de las casas. Las dos playas principales se llaman Porto (Πόρτο) y Braghini (Μπραγκίνι), denominaciones ambas de origen italiano.

## Servicios públicos
En la zona de Porto, donde se ubica la mayor parte del poblado, se encuentran la alcaldía, la estación portuaria y el centro médico.

## Transportes
El puerto principal de la isla, situado en el lado sur, se denomina Porto (Πόρτο). Al norte existe otro pequeño puerto. Fiki, algo más al oeste, era el antiguo puerto principal, aunque se halla abandonado en la actualidad.